# Instituto Nacional de Tecnología Agropecuaria
El Instituto Nacional de Tecnología Agropecuaria (INTA) es un organismo de investigación, estatal, descentralizado con autarquía financiera y operativa dependiente de la Secretaría de Agricultura, Ganadería y Pesca de la República Argentina.
El INTA es un instituto de investigación de vanguardia en el desarrollo agro-tecnológico mundial, que está junto al productor y sus necesidades asistiendo a los sectores sociales que merecen atención. De este modo, proyecta sus acciones para alcanzar competitividad, sostenibilidad social y económica con sentido nacional, priorizando la sustentabilidad ambiental de los territorios.
Sus esfuerzos se orientan a la innovación como motor del desarrollo e integra capacidades para fomentar la cooperación interinstitucional, generar conocimientos y tecnologías y ponerlos al servicio del sector a través de sus sistemas de extensión, información y comunicación. El resultado del trabajo del INTA le permite al país alcanzar mayor potencialidad y oportunidades para acceder a los mercados regionales e internacionales con productos y servicios de alto valor agregado.

## Historia

### Comienzos
El primer antecedente de una institución de este tipo en la Argentina se puede encontrar en 1932, cuando el gobernador de Santa Fe Luciano Molinas crea en su provincia el  "Instituto Experimental de Investigación Agrícola y Ganadera".
En 1956 la Argentina se encontraba en una grave crisis económica, con una balanza de pagos y una deuda externa marcadamente negativas. El 95% de las exportaciones provenían del sector agropecuario. El aumento de la actividad agropecuaria aparecía como el único medio eficaz para restablecer el desarrollo económico de la Argentina. La incorporación de tecnología existente y la creación de nuevas tecnologías aumentaría el rendimiento del campo. Como respuesta, la Comisión Conjunta Naciones Unidas/Gobierno Argentino – presidida por el economista argentino y Secretario de la CEPAL (Comisión Económica para América Latina), Raúl Prebisch – recomendó la creación de un instituto específico.
El Instituto Nacional de Tecnología Agropecuaria (INTA) fue creado el 4 de diciembre de 1956 por medio del Decreto Ley 21.680/56 con la finalidad de "impulsar, vigorizar y coordinar el desarrollo de la investigación y extensión agropecuaria y acelerar, con los beneficios de estas funciones fundamentales, la tecnificación y el mejoramiento de la empresa agraria y de la vida rural". La extensión y la transferencia de tecnología generaron la necesidad de instalar Unidades de Extensión Rural, distribuidas en todo el territorio nacional para atender a los requisitos de los productores del sector. Mediante la ley de creación se transfieron al INTA 18 estaciones experimentales creadas en los 40 años anteriores. 
La financiación del INTA estaba estipulada en el Art. 16 del Decreto Ley 21.680/56. Allí se establecía que se iba a financiar con “una contribución que gravará en uno y medio por ciento (1,5%) a los productos y subproductos de agricultura y ganadería que se exporten.”
En 1958 es electo presidente el radical Arturo Frondizi. Al momento de asumir el INTA contaba con una dotación de 2343 empleados. El primer presidente del INTA durante el período democrático fue el Ing. Agr. Horacio Giberti. El gobierno de Frondizi ratificó la ley de creación del INTA y su forma de financiamiento. Durante su gobierno se crearon 11 nuevas estaciones experimentales.
Asimismo en 1958 coincidió con la unificación de los consejos profesionales, dado a partir del Decreto Ley 6070/58 del presidente, donde se unifican todas las ramas de la Ingeniería en una Junta Central, entre la cual se encontraba el Consejo Profesional de Ingeniería Agronómica de la República Argentina con el cual el INTA mantendría una histórica relación.
(IPEA 291)

### Décadas de 1960 a 1970
En 1962 un golpe militar interrumpe el gobierno de Frondizi, quedando el poder en manos del gobierno interino de José María Guido. Bajo la gestión de Guido se dispuso un ajuste presupuestario de la administración nacional y la suspensión de nuevos ingresos de empleados, lo que resultó un freno a la etapa de expansión en la que se encontraba el INTA. Cuatro meses más tarde Guido anula esta medida para el caso del INTA.

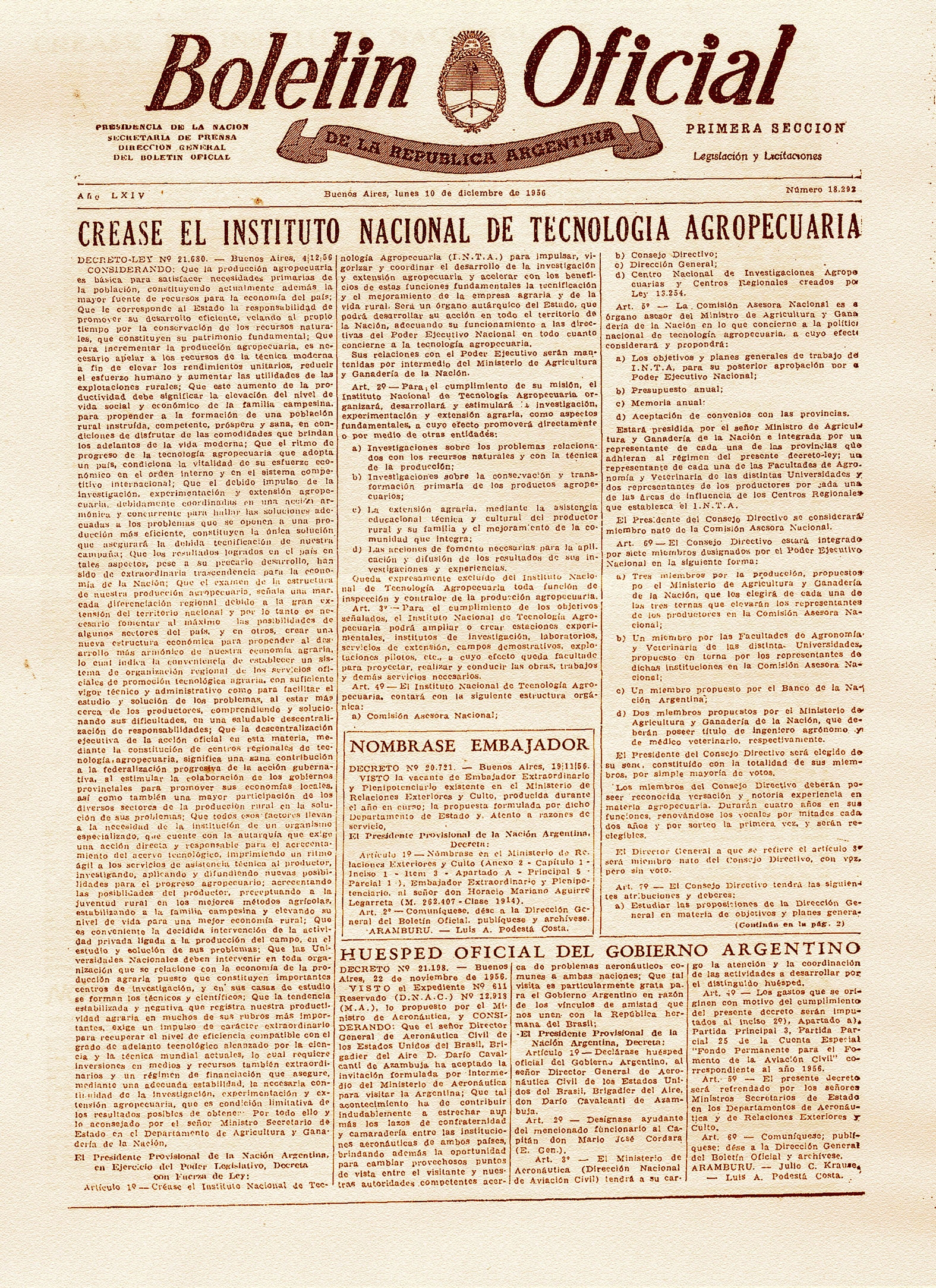
Ley de creación del INTA publicada en el Boletín Oficial de la República Argentina

A mediados de 1963 se realizan nuevamente elecciones resultando elegido el radical Arturo Umberto Illia. Para ese año el personal de INTA había aumentado a 3991 empleados. En este período el INTA continuó creciendo, sumando estaciones experimentales y empleados, a la vez que no existieron modificaciones normativas.
Sin embargo, Illia no podría terminar su mandato al ser derrocado por la autodenominada Revolución Argentina en junio de 1966. Una de las primeras medidas del gobierno fue el cierro de fábricas azucareras en Tucumán. A los empleados despedidos se les dio tierras en compensación, que con ayuda del INTA pudieron explotar mediante una cooperativa.
En 1969, el gobierno del teniente general Onganía publica una ley que extiende el impuesto del 1,5% para financiar el INTA a productos agroindustriales, no contemplados por la norma original que solo incluía productos primarios. A pesar de contar con un presupuesto independiente, el INTA debía contar con aprobación del gobierno militar para aumentar los sueldos, lo cual hizo que perdieran poder adquisitivo. En 1970 se autorizó al INTA a contratar nuevos empleados para renovar su planta pero los mismos debían ser autorizados por la Secretaría de Inteligencia (SIDE) que controlaba sus antecedentes en el marco de la represión hacia militantes de izquierda.
El gobierno militar fue continuado por Levingston y posteriormente por Lanusse. Pocos días antes de dejar el poder, Lanusse amplió los recursos del INTA al elevar la alícuota del impuesto al 1,75% a partir del 1 de julio de 1973 y al 2% desde el 1 de enero de 1974.
En marzo de 1973, Héctor Campora es elegido presidente en elecciones democráticas pero renuncia al poco tiempo para que Juan Domingo Perón se pueda presentar a elecciones. Perón gana pero muere al año siguiente, dejando en el poder a la vicepresidenta, María Estela Martínez. Su gobierno atravesó una crisis económica y política, durante la cual se realizaron bruscos cambios de política. Según Alberto Goldberg, quien trabajaba en el INTA en esa época, "la dirección del INTA era manejada por la Guardia de Hierro”. En 1974 comienzan los despidos en el INTA, que se profundizarían durante la dictadura.
En marzo de 1976, un nuevo golpe de Estado ocurre en el país, tomando el poder un gobierno autodenominado Proceso de Reorganización Nacional. El INTA fue uno de los organismos estatales más golpeados por la última dictadura cívico militar. Apenas asume emite leyes que le permiten despedir empleados públicos por "razones de seguridad". La primera resolución de la nueva dirección del INTA dispone la cesantía de 153 empleados. Entre 1974 y 1981 cerca de 800 trabajadores del Instituto fueron cesanteados, y muchos de ellos fueron perseguidos, detenidos, torturados o asesinados; al menos cinco investigadores y asistentes del INTA Castelar fueron desaparecidos.
En 1980 dicta la ley 22.294 que deroga la contribución del 1,5% “sobre los productos y subproductos de la agricultura y ganadería que se exporten”, con lo cual el INTA perdía su autonomía financiera. Sus funciones también se vieron afectadas durante este período al quedar relegado a la investigación básica, debiendo dejar el desarrollo y la comercialización de las variantes producidas en manos de empresas transnacionales. Este fue el caso del mejoramiento vegetal en 1979.

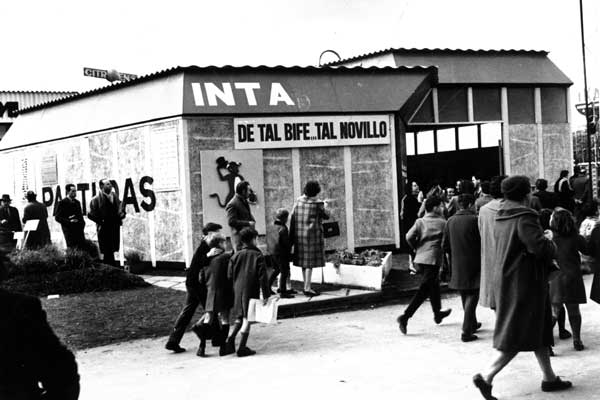
Imagen histórica del INTA.

### Décadas de 1980 y 1990
En 1983 regresa la democracia tras la victoria de Raúl Alfonsín en las elecciones presidenciales. A pocos días de asumir, envía al congreso un proyecto de ley para devolver la autarquía al INTA y reinstaurar el impuesto a las exportaciones primarias, que es aprobado en marzo. El 12 de diciembre de 1983 Alfonsín interviene el INTA con el objeto de normalizarsu funcionamiento. La intervención perdura hasta marzo de 1985 cuando se designa el nuevo Consejo Directivo.
En la década del 80 se observó una desaceleración relativa de la productividad agrícola, en el marco de transformaciones significativas en los mercados de los productos primarios. Por ello, se efectuó un profundo rediseño de la organización, con énfasis en la descentralización, la participación y la integración. En 1986 Alfonsón modifica la estructura del INTA para descentralizar sus funciones. La descentralización se concretó principalmente en la constitución de los 15 Consejos de Centros Regionales y 3 Consejos de Centros de Investigación, a los cuales se les confirió la responsabilidad de determinar prioridades y distribuir los fondos en cada una de sus jurisdicciones. Estos Consejos se conformaron con representantes de distintas asociaciones de productores, de los gobiernos provinciales, de la comunidad científica y de las universidades.
En la década de 1990, durante el gobierno de Carlos Menem, se produjo una drástica disminución de presupuesto y una reducción del 70% de su personal. Entre 1991 y 1996 la planta de INTA se redujo en 2337 empleados. En noviembre de 1992 el gobierno emite el decreto 2.049/92 que termina con el cobro 1,5% de las exportaciones agropecuarias para financiar al INTA. El gobierno había eliminado previamente las retenciones y consideraba que este arancel constituía "un sobrecosto y desalienta la política de exportación" de los productos primarios.
La mayor parte de las tareas del INTA en esta época consistía en la validación de variedades desarrolladas por grandes semilleros. La reacción del ente ante ese escenario de desfinanciamiento fue la creación de empresas para generar recursos, así nacieron la Fundación ArgenINTA e INTEA SA en 1993. En estos años INTA también refuerza sus tareas de extensión, con la creación del Programa Social Agropecuario, Programa de Reconversión Productiva para Pequeños y Medianos Productores “Cambio Rural” y ProHuerta. Además, INTA fue un actor clave frente a la irrupción del Mal de la vaca loca, logrando que el país fuera certificado como libre de la enfermedad. Además, junto a las universidades y las asociaciones de productores, fue un actor fundamental en la introducción de la siembra directa en Argentina.

### Décadas del 2000 y 2010
En 1999 Menem termina su segundo mandato y es sucedido por el radical Fernando de la Rúa, quien nombró a Guillermo Moore de la Serna como presidente del INTA. El gobierno de De la Rúa terminó en diciembre de 2001, en el medio de una crisis económica, social y política. Pocas semanas antes de su renuncia, la cámara de diputados aprobó un proyecto de ley para restaurar el fondo de financiamiento del INTA pero con una alícuota del 0,5 en lugar del 1,5% original. Esta iniciativa sería aprobada por el Senado a mediados de 2002, convirtiéndose en la Ley 25.641, bajo la presidencia interina de Eduardo Duhalde. 
En mayo de 2003 asume el gobierno el peronista Néstor Kirchner (2003-2007), quien luego sería sucedido en el poder por su esposa Cristina Fernández de Kirchner (2007-2015). En esos doce años se sucedieron cinco presidentes en el INTA, siendo el ingeniero Carlos Casamiquela (2009-2013) quien tuvo una gestión más prolongada.
En el período 2003-2015 la inversión del INTA en infraestructura y equipamiento creció más de 20 veces, aumentó el número de profesionales, bajó la edad promedio de la planta y se repatriaron investigadores del exterior. También se abrieron 5 nuevas estaciones experimentales. Además se pueden mencionar los programas específicos para la Agricultura Familiar. En lo que respecta a investigación, en 2012 un grupo de investigadores de INTA y la UNSAM presentaron al primer bovino bitransgénico en el mundo capaz de producir leche maternizada, la vaca Rosita ISA. A partir del 2013 ha expandido su área de investigación, innovando en el diseño de maquinaria agrícola.
En diciembre de 2015, asume el ing. Mauricio Macri la presidencia de la nación. Elige como ministro de Agroindustria a Ricardo Buryaile, quien a poco de asumir nombra a su primo, Amadeo Nicora, como titular del Instituto Nacional de Tecnología Agropecuaria (INTA). Nicora fue previamente ministro de Gildo Insfrán en la provincia de Formosa y vicepresidente del INTA (2004-2009). Durante su gestión el Ministerio de Modernización hizo un análisis de dotación óptima según el cual el INTA debía realizar 700 despidos. Nicora logró detener los despidos argumentando que "no existe la metodología para medir la dotación óptima en una institución de ciencia y técnica", por lo que se dispuso un plazo de dos años para definir el tema. Bajo la dirección de Nicora se planificó el Plan Estratégico Institucional 2015-2030, que establece los lineamientos del Instituto para ese período.
En diciembre de 2017, tras la renuncia de Buryaile al ministerio, Nicora presenta la propia y es reemplazado por Juan Balbín, quien se mantuvo en el cargo hasta el final del mandato de Mauricio Macri. Según Balbín la intención de su gestión era la de “mutar de un instituto de investigación a uno de innovación, lo que implica interactuar más con la parte privada y con los estudiantes que están terminando sus carreras de posgrado”. Durante la gestión de Balbín se redujo el número de cargos ejecutivos con el fin de "eficientizar las estructuras". La Federación Agraria Argentina manifestó su preocupación "frente a las condiciones en las que se plantea la reestructuración interna del Inta" debido a los posibles recortes en su presupuesto. En 2018 el instituto publica el Plan de Mediano Plazo 2016-2020.
En enero de 2020, el presidente Alberto Fernández, junto al Ministro de Agricultura, Luis Basterra designaron a Susana Mirassou como nueva presidenta del organismo. La designación fue retroactiva al 10 de diciembre de 2019. Se trata de la primera mujer en ocupar este cargo. El 18 de febrero de 2022, mediante los decretos 83/2022 y 82/2022 del Boletín Oficial de la República Argentina, Mariano Garmendia y Nacira Belén Muñoz fueron designados presidente y vice del INTA, organismo dependiente del Ministerio de Agricultura de la Nación.

## Nómina de Presidentes
| N.º | Presidente                  | Periodo                                           |
| --- | --------------------------- | ------------------------------------------------- |
| 1   | Marcelo Lernoud             | 2 de septiembre de 1957 - 13 de mayo de 1958      |
| 2   | René P. Delpech             | 15 de mayo de 1958 - 2 de agosto de 1961          |
| 3   | Horacio Giberti             | 6 de septiembre de 1961 - 20 de octubre de 1963   |
| 4   | Gastón Bordelois            | 24 de octubre de 1963 - 2 de febrero de 1970      |
| 5   | Ernesto Jorge Lanusse       | 6 de agosto de 1970 - 24 de mayo de 1973          |
| 6   | Marcelo Bordas              | 12 de julio de 1973 - 23 de noviembre de 1973     |
| 7   | Horacio Figueiras           | 6 de diciembre de 1973 - 3 de diciembre de 1974   |
| 8   | Jorge del Águila            | 4 de diciembre de 1974 - 7 de mayo de 1975        |
| 9   | Humberto Cavándoli          | 8 de mayo de 1975 - 11 de diciembre de 1975       |
| 10  | Adalualdo Ulises García     | 12 de diciembre de 1975 - 4 de febrero de 1976    |
| 11  | Carlos Enrique Cilley       | 17 de marzo de 1976 - 24 de marzo de 1976         |
| 12  | Alberto Heredia             | 25 de marzo de 1976 - 21 de abril de 1976         |
| 13  | David M. Arias              | 22 de abril de 1976 - 19 de noviembre de 1980     |
| 14  | Enrique Gobbée              | 20 de noviembre de 1980 - 5 de abril de 1981      |
| 15  | Ignacio García Cuerva       | 6 de abril de 1981 - 11 de enero de 1982          |
| 16  | Enrique Gobbée              | 12 de enero de 1982 - 9 de agosto de 1982         |
| 17  | Guillermo Covas             | 10 de agosto de 1982 - 3 de diciembre de 1983     |
| 18  | Carlos López Saubidet       | 14 de diciembre de 1983 - 17 de julio de 1989     |
| 19  | Félix Cirio                 | 18 de julio de 1989 - 14 de febrero de 1994       |
| 20  | Héctor Huergo               | 15 de febrero de 1994 - 14 de noviembre de 1994   |
| 21  | Miguel Ferre                | 12 de diciembre de 1994 - 6 de diciembre de 1996  |
| 22  | Héctor Jorge Larreche       | 7 de diciembre de 1996 - 10 de diciembre de 1999  |
| 23  | Guillermo Moore De La Serna | 13 de enero de 2000 - 29 de abril de 2001         |
| 24  | Hugo Alfredo Cetrángolo     | 30 de abril de 2001 - 31 de diciembre de 2002     |
| 25  | Carlos Vuegen               | 1 de marzo de 2002 - 24 de marzo de 2004          |
| 26  | Carlos Cheppi               | 25 de marzo de 2004 - 21 de julio de 2008         |
| 27  | Carlos Paz                  | 22 de julio de 2008 - 14 de octubre de 2009       |
| 28  | Carlos Casamiquela          | 14 de octubre de 2009 - 18 de noviembre de 2013   |
| 29  | Francisco Anglesio          | 4 de diciembre de 2013 - 10 de diciembre de 2015  |
| 30  | Amadeo Nicora               | 10 de diciembre de 2015 - 26 de diciembre de 2017 |
| 31  | Juan Balbín                 | 28 de diciembre de 2017 - 10 de diciembre de 2019 |
| 32  | Susana Mirassou             | 10 de diciembre de 2019 - 18 de febrero de 2022   |
| 33  | Mariano Garmendia           | 18 de febrero de 2022 - 10 de diciembre de 2023   |
| 34  | Juan Cruz Molina Hafford    | 11 de diciembre de 2023 - 15 de octubre de 2024   |
| 35  | Nicolás Bronzovich          | 21 de octubre de 2024 - en el cargo               |

## Actividades
El INTA genera información y tecnologías aplicadas a procesos y productos que luego son trasladadas a los productores. Trabaja en el mejoramiento genético y el desarrollo de calidades específicas en diversas especies vegetales como cereales, oleaginosas, frutales, flores y hortalizas y forestales, así como en el manejo de cultivos y bosques forestales nativos. Actúa también en el campo relacionado con la sanidad de los productos, con manejo de plagas, malezas y enfermedades. También trabaja en el manejo de mercados de consumo internos y externos, y evaluación económica del impacto de diferentes tecnologías aplicadas. Prioriza áreas relacionadas con la cosecha, postcosecha, empaque, distribución y comercialización, trazabilidad de los productos de la carne y lácteos.
Los convenios nacionales e internacionales que el INTA suscribe con los más diversos organismos y entidades del sector público y privado, permiten crecer y aumentar la intervención en las cadenas de valor, a fin de mejorar el desarrollo rural sustentable en todo el territorio nacional.

## Centros e Institutos de investigación

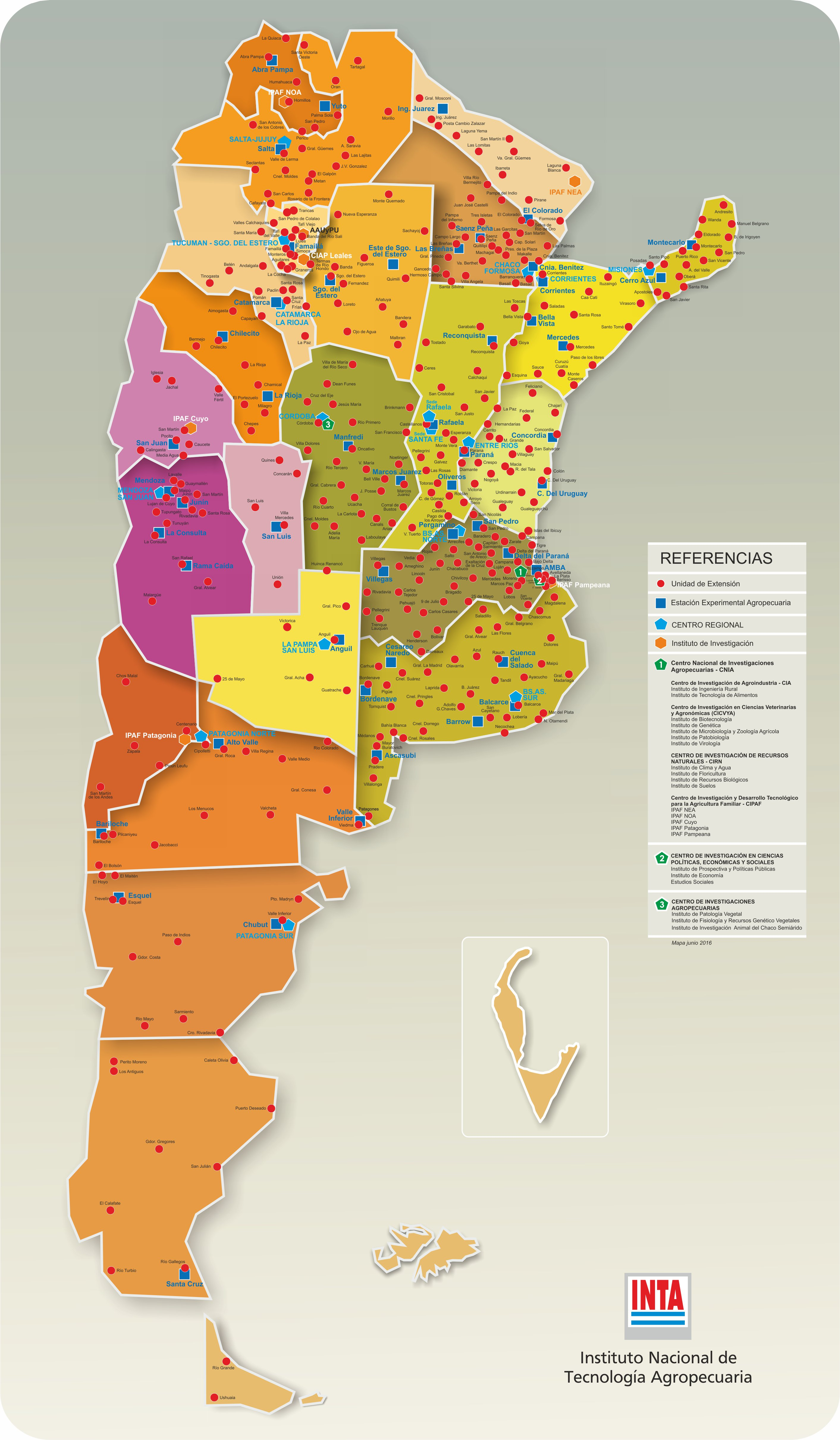
Regiones y Estaciones Experimentales del INTA.

La institución tiene presencia en las cinco ecorregiones de la Argentina (Noroeste, Noreste, Cuyo, Pampeana y Patagonia), a través de una estructura que comprende: una sede central, 15 centros regionales, 6 centros de investigación con 22 institutos dependientes,53 estaciones experimentales, y más de 350 unidades de extensión.
- Agroindustria: Centro de Investigación de Agroindustria (CIA)
  - Instituto de Ingeniería Rural (IIR)
  - Instituto de Tecnología de los Alimentos (ITA)

- Veterinarias y Agronómicas: Centro de Investigación en Ciencias Veterinarias y Agronómicas (CICVyA)
  - Instituto de Biotecnología
  - Instituto de Genética "Ewald A. Favret" (IGEAF)
  - Instituto de Microbiología y Zoología Agrícola (IMyZA)
  - Instituto de Patobiología
  - Instituto de Virología

- Investigaciones Agropecuarias Centro de Investigaciones Agropecuarias (CIAP)
  - Instituto de Fisiología y Recursos Genéticos Vegetales (IFRGV)
  - Instituto de Investigación Animal del Chaco Semiárido (IIACS)
  - Instituto de Patología Vegetal (IPaVe)

- Agricultura Familiar: Centro de Investigación y Desarrollo Tecnológico para la Agricultura Familiar (CIPAF)
  - Instituto de investigación y desarrollo tecnológico para la Agricultura Familiar - Región Pampeana
  - Instituto de investigación y desarrollo tecnológico para la Agricultura Familiar - Región NOA
  - Instituto de investigación y desarrollo tecnológico para la Agricultura Familiar - Región NEA
  - Instituto de investigación y desarrollo tecnológico para la Agricultura Familiar - Región Cuyo
  - Instituto de investigación y desarrollo tecnológico para la Agricultura Familiar - Región Patagonia

- Recursos Naturales: Centro de Investigación de Recursos Naturales
  - Instituto de Clima y Agua
  - Instituto de Recursos Biológicos
  - Instituto de Suelos
  - Instituto de Floricultura
- Ciencias Sociales: Centro de Investigación en Economía y Prospectiva (CIEP)
  - Área de Economía
  - Área de Prospectiva

## Centros Regionales y Estaciones Experimentales Agropecuarias

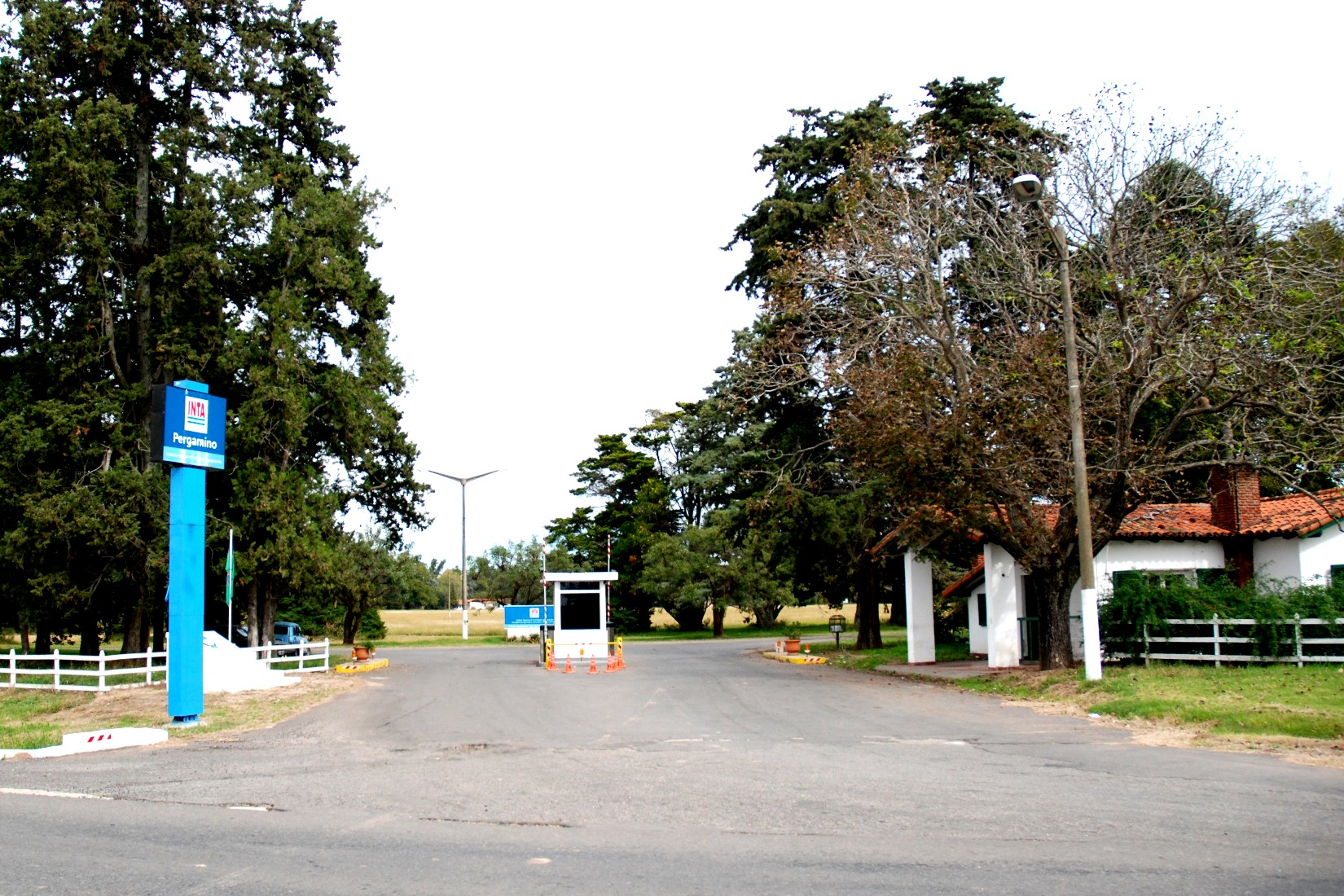
Entrada a la Estación Experimental Pergamino.

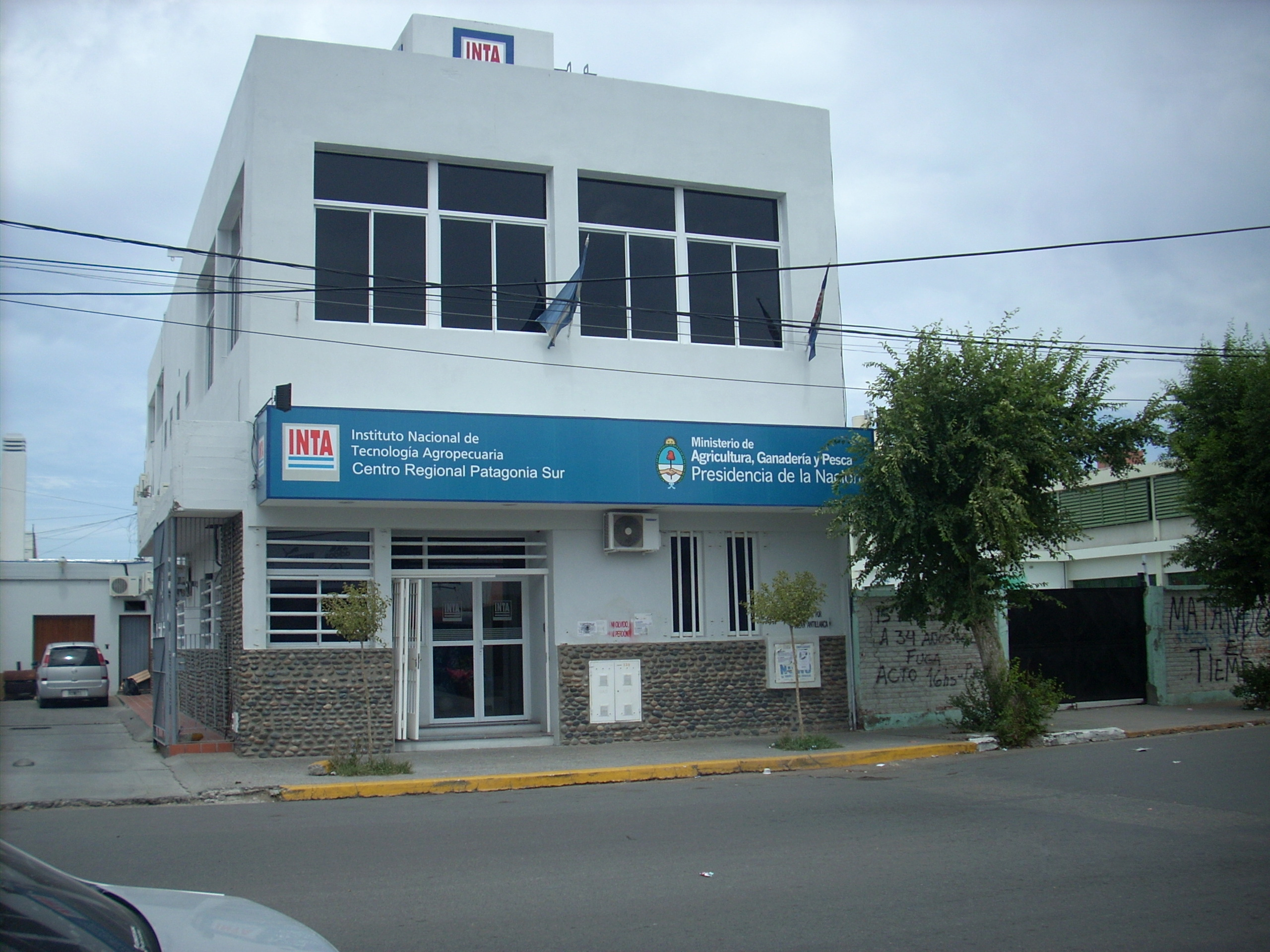
Oficinas en Trelew.

- Centro Regional Buenos Aires Norte
  - EEA Delta del Paraná
  - EEA General Villegas
  - EEA Pergamino
  - EEA San Pedro

- Centro Regional Buenos Aires Sur
  - EEA Balcarce
  - EEA Barrow
  - EEA Bordenave
  - EEA Cesáreo Naredo
  - EEA Cuenca del Salado
  - EEA Hilario Ascasubi

- Centro Regional Catamarca-La Rioja
  - EEA Catamarca
  - EEA Chilecito
  - EEA La Rioja

- Centro Regional Chaco-Formosa
  - EEA Colonia Benítez
  - EEA Ingeniero Juárez
  - EEA El Colorado
  - EEA Las Breñas
  - EEA Saénz Peña

- Centro Regional Córdoba
  - EEA Manfredi
  - EEA Marcos Juárez

- Centro Regional Corrientes
  - EEA Bella Vista
  - EEA Corrientes
  - EEA Mercedes

- Centro Regional Entre Ríos
  - EEA Concepción del Uruguay
  - EEA Concordia
  - EEA Paraná

- Centro Regional La Pampa-San Luis
  - EEA Anguil
  - EEA San Luis

- Centro Regional Mendoza-San Juan
  - EEA Junín
  - EEA La Consulta
  - EEA Mendoza
  - EEA Rama Caída
  - EEA San Juan

- Centro Regional Misiones
  - EEA Cerro Azul
  - EEA Montecarlo

- Centro Regional Patagonia Norte
  - EEA Alto Valle
  - EEA Bariloche
  - EEA Valle Inferior del Río Negro

- Centro Regional Patagonia Sur
  - EEA Chubut
  - EEA Esquel
  - EEA Santa Cruz

- Centro Regional Salta-Jujuy
  - EEA Abra Pampa
  - EEA Salta
  - EEA Yuto

- Centro Regional Santa Fé
  - EEA Oliveros
  - EEA Rafaela
  - EEA Reconquista

- Centro Regional Tucumán-Santiago del Estero
  - EEA Famaillá
  - EEA Quimilí
  - EEA Santiago del Estero

## Programas y redes
La misión de los Programas Nacionales de INTA  es elaborar con visión sistémica y prospectiva una propuesta de gestión disciplinar o vinculada a cadenas productivas e implementarla, articulando con los Centros Regionales y de Investigación, y los grupos de Investigación y Desarrollo a nivel regional, nacional e internacional.
- Programa Nacional de AgTech
- Programa Nacional Apicultura
- Programa Nacional Biotecnología
- Programa Nacional Carnes y fibras animales
- Programa Nacional Cereales y oleaginosas
- Programa Nacional Cultivos industriales
- Programa Nacional para el Desarrollo regional y territorial
- Programa Nacional  Ecofisiología y agrosistema
- Programa Nacional Forestales
- Programa Nacional Forrajes, pasturas y pastizales
- Programa Nacional Frutales Hortalizas, flores, aromáticas y medicinales
- Programa Nacional Leche
- Programa Nacional Promoción de la Agricultura familiar, campesina e indígena
- Programa Nacional Producción vegetal
- Programa Nacional Recursos genéticos y mejoramiento
- Programa Nacional Recursos naturales y gestión ambiental
- Programa Nacional Salud animal
- Programa Nacional Valor agregado, agroindustria y bioindustria

## Premios y reconocimientos
- 2018:  Premio a la Excelencia Agropecuaria en la categoría Mejor trabajo de Investigación,[23] otorgado a Gabriela Calamante del Instituto de Biotecnología de INTA. Entidad otorgante: La Nación-Banco Galicia.
- 2013: Diploma Konex al Mérito en las áreas de veterinaria (Alberto Guglielmone), biotecnología (Ángel Cataldi) y genómica (Fernando Carrari).[24] Entidad otorgante: Fundación Konex.
- 2013: Premio CITA en las categorías Investigación (Roque Craviotto) y Buenas prácticas agrícolas (Rodolfo Bongiovanni).[25][26] Entidad otorgante: el Centro Internacional de Innovación Tecnológica Agropecuaria (CITA).
- 2010: Premio “Bicentenario Funprecit”[27][28] a un proyecto internacional sobre fiebre aftosa dirigido por el INTA Castelar.
- 2008: Diploma al Mérito Konex al INTA en la disciplina Entidades de Investigación Científica y Tecnológica, por su destacada labor en la década 1998-2007 en la Argentina. Entidad otorgante: Fundación Konex.

## Desarrollos
- Estufa Rusa INTA